# 3778 Regge
3778 Regge eller 1984 HK1 är en asteroid i huvudbältet som upptäcktes den 26 april 1984 av den italienske astronomen Walter Ferreri vid La Silla-observatoriet. Den är uppkallad efter den italienska fysikern Tullio Regge.
Asteroiden har en diameter på ungefär 8 kilometer och den tillhör asteroidgruppen Koronis.